# Andrei Finontschenko
Andrei Finontschenko (* 21. Juni 1982 in Qaraghandy) ist ein ehemaliger kasachischer Fußballspieler.

## Karriere

### Verein
Andrei Finontschenko spielte als Stürmer seit 2001 bei seinem Heimatverein Schachtjor Qaraghandy. Dabei debütierte er am 28. April 2001 beim Auswärtsspiel gegen Oqschetpes Kökschetau. Am 12. April 2003 schoss er sein erstes Tor in der kasachischen Premjer-Liga im Spiel gegen Wostok Ust-Kamenogorsk. In Qaraghandy war der Stürmer der unangefochtene Publikumsliebling. Nach der Saison 2016 beendete Finontschenko seine aktive Laufbahn und wurde Assistenztrainer in Karaganda.

### Nationalmannschaft
Finontschenko wurde 21-mal in der kasachischen Fußballnationalmannschaft eingesetzt und erzielte dabei vier Tore.

## Erfolge
- Kasachischer Meister: 2011, 2012
- Kasachischer Pokalsieger: 2013
- Toptorschütze in Kasachstan 2003 mit 18 Treffern
- Fußballer des Jahres in Kasachstan: 2013